# Ярусолов
Ярусоло́в, или я́русник, — рыболовное судно, предназначенное для морского ярусного лова рыбы и других гидробионтов (например, кальмаров и крабов). Океанские ярусоловы оснащаются механизированными или автоматизированными (автолайн) линиями постановки и выборки ярусов, рыбцехом для подготовки продукции к упаковке и заморозке и холодильными установками для заморозки и хранения продукции, а также хранения замороженной наживки для крючков. Прибрежные ярусоловы — лодки и маломерные моторные суда — используются на небольшом удалении от берега для лова рыбы в небольших количествах короткими, обычно не механизированными ярусами.
| | | |                                                                                      |
| Мостик океанского ярусолова «Tronio» (флаг Испании). Отсюда осуществляется управление навигацией судна и контроль над постановкой и выборкой горизонтального яруса | Ярусолов-автолайнер «Janas» (флаг Новой Зеландии) на промысле антарктического клыкача в море Росса (Антарктика). В правом борту судна виден открытый лацпорт, через который осуществляется выборка донного автолайн-яруса | Ярусолов «Argenova-XXI» (флаг Аргентины) на промысле антарктического клыкача в море Росса (Антарктика) | Моторная лодка для прибрежного лова скумбрии не механизированным пелагическим ярусом |

Среди океанских ярусоловов различают два основных типа: суда, специально оборудованные для ярусного лова рыбы горизонтальными пассивными ярусами, оснащёнными крючками с наживкой, и кальмароловы, оборудованные осветительными лампами для ночного лова кальмаров и вертикальными активными ярусами, использующими технику подёргивания (джиггинга) ярусов, оснащённых блёснами-приманками — джиггерами.